# Copa América Femenina 2025
La Copa América Femenina de 2025 denominada oficialmente como CONMEBOL Copa América Femenina Ecuador 2025, fue la décima edición del principal torneo de fútbol femenino a nivel de selecciones nacionales de América del Sur, organizada por la Confederación Sudamericana de Fútbol (Conmebol). Se llevó a cabo del 11 de julio al 2 de agosto en Ecuador.
Se otorgaron dos cupos directos para el torneo femenino de los Juegos Olímpicos de Los Ángeles 2028, y otros tres cupos para los Juegos Panamericanos de 2027, a los cuales Perú ya está clasificada automáticamente por ser la sede de estos últimos. Por primera vez y a partir de esta edición de la Copa América Femenina, la competición no fue la vía de clasificación a la Copa Mundial Femenina de Fútbol de 2027 debido a que la Conmebol anunció el 12 de diciembre de 2024 la creación de la Liga de Naciones Femenina Conmebol.
Fue la tercera ocasión que Ecuador albergó una Copa América Femenina, después del Campeonato Sudamericano Femenino de 2010 y la Copa América Femenina 2014.
El defensor del título fue Brasil, quien volvió a ganar el título tras vencer a Colombia en la tanda de penales, luego de igualar en los 120 minutos por marcador de 4-4. De esta manera ganó el título por novena ocasión en la historia (quinta de forma consecutiva).

## Formato de competición
Para la fase preliminar, los diez equipos participantes se dividen en dos grupos de cinco equipos cada uno. Se jugará con un sistema de todos contra todos, donde cada equipo jugará un partido con todos sus rivales de grupo, teniendo así 4 partidos como mínimo dentro de la copa. Los equipos serán ordenados en la tabla de posiciones de la zona de acuerdo a los puntos obtenidos en cada partido, y clasificarán a las fases finales los ubicados en la primera, segunda y tercera posición.
Si al término de la fase, dos o más equipos terminaron empatados en puntos se aplicaron los siguientes criterios de desempate:
1. Enfrentamiento(s) directo(s) entre los equipos empatados, a definir a favor del equipo con:
  1. Mayor cantidad de puntos obtenida en los partidos entre los equipos implicados;
  2. Mejor diferencia de gol obtenida en los partidos entre los equipos implicados;
  3. Mayor cantidad de goles marcados en los partidos entre los equipos implicados;
2. Mejor diferencia de gol en todos los partidos del grupo;
3. Mayor cantidad de goles marcados en todos los partidos del grupo;
4. Menor cantidad de tarjetas rojas recibidas;
5. Menor cantidad de tarjetas amarillas recibidas;
6. Sorteo de la Comisión Organizadora de la Conmebol.

En las fases finales, los ubicados en la tercera posición de cada grupo se enfrentarán entre sí en la definición por el quinto puesto, mientras que el primero de cada zona enfrentará al segundo de la otra en la ronda de semifinales. Los perdedores de esta instancia disputarán el partido por el tercer puesto, y los ganadores se cruzarán en la final, la cual consagrará al campeón. En caso de empate en cualquiera de las fases, se definirá al ganador por medio de los tiros desde el punto penal, a excepción de la final, en la cual se disputará, de ser necesario, una prórroga de dos tiempos de 15 minutos.
Clasificación a Juegos Olímpicos de Los Ángeles 2028
Los equipos que finalicen campeón y subcampeón clasificarán directamente a la cita olímpica.
Para el torneo olímpico de fútbol femenino de Los Ángeles 2028, se aprobó una ampliación de 12 participantes a 16. Por este motivo, 
a espera de la asignación final de plazas para todas las confederaciones, el COI y la FIFA podrían asignar plazas indirectas a Conmebol.
Clasificación a Juegos Panamericanos Lima 2027
Los equipos ubicados en tercero, cuarto y quinto puesto accederán a los Juegos Panamericanos de 2027. A este último se encuentra clasificado Perú, en su condición de anfitrión; por lo tanto, en caso de que su selección finalice su participación en la Copa América Femenina en alguna posición clasificatoria a los Juegos Panamericanos, cederá su cupo al equipo ubicado subsecuente en la tabla final del torneo.
Finalissima 2026
El equipo que se corone campeón disputará la Finalissima 2026 contra el campeón de la Eurocopa Femenina 2025.

## Sedes
Las sedes se confirmaron el 5 de mayo del 2025, la ciudad de Quito alberga todos los partidos en tres estadios diferentes.
| Ecuador | Ecuador                               | Ecuador                      | Ecuador                     |
| Quito   | Quito                                 | Quito                        | Quito                       |
| ------- | ------------------------------------- | ---------------------------- | --------------------------- |
| Quito   | Estadio IDV (Estadio Banco Guayaquil) | Estadio Gonzalo Pozo Ripalda | Estadio Rodrigo Paz Delgado |
| Quito   | Capacidad: 12 000                     | Capacidad: 18 799            | Capacidad: 41 575           |
| Quito   |                                       |                              |                             |

## Equipos participantes
Participarán las diez selecciones nacionales de fútbol afiliadas a la Conmebol.
| Equipos participantes | Equipos participantes | Equipos participantes | Equipos participantes | Equipos participantes |
| --------------------- | --------------------- | --------------------- | --------------------- | --------------------- |
| Argentina             | Bolivia               | Brasil                | Chile                 | Colombia              |
| Ecuador               | Paraguay              | Perú                  | Uruguay               | Venezuela             |

### Sorteo
El sorteo de la Copa América Femenina 2025 se llevó a cabo el 19 de diciembre de 2024 a las 1:30 p.m. (UTC-3).
| Cabezas de serie    | Bombo 1   | Bombo 2  | Bombo 3   | Bombo 4 |
| ------------------- | --------- | -------- | --------- | ------- |
| Ecuador (anfitrión) | Colombia  | Paraguay | Venezuela | Bolivia |
| Brasil              | Argentina | Chile    | Uruguay   | Perú    |

## Arbitraje
La designación de árbitras fue publicada el 14 de junio de 2025.
| Árbitras            | Árbitras asistentes | Árbitras asistentes |
| ------------------- | ------------------- | ------------------- |
| Roberta Echeverría  | Gisela Trucco       | Daiana Milone       |
| Adriana Farfán      | Elizabeth Blanco    | Maricela Urapuca    |
| Daiane Muniz        | Leila Moreira       | Maira Mastella      |
| Dione Rissios       | Marcia Castillo     | Leslie Vásquez      |
| María Victoria Daza | Mary Blanco         | Mayra Sánchez       |
| Marcelly Zambrano   | Mónica Amboya       | Viviana Segura      |
| Zulma Quiñonez      | Nadia Weiler        | Nancy Fernández     |
| Milagros Arruela    | Mariana Aquino      | Vera Yupanqui       |
| Anahí Fernández     | Daiana Fernández    | Belén Clavijo       |
| Emikar Calderas     | Migdalia Rodríguez  | Francis García      |
| Ivana Projkovska    | Giulia Tempestilli  | Iragartze Fernández |

## Primera fase
— Clasificado para las semifinales.

     — Clasificado para la definición por el quinto puesto.

- Todos los horarios corresponden a la hora de Ecuador (UTC-5).[12]

### Grupo A
| Equipo    | Pts | PJ | PG | PE | PP | GF | GC | Dif |
| --------- | --- | -- | -- | -- | -- | -- | -- | --- |
| Argentina | 12  | 4  | 4  | 0  | 0  | 6  | 1  | +5  |
| Uruguay   | 7   | 4  | 2  | 1  | 1  | 6  | 3  | +3  |
| Chile     | 6   | 4  | 2  | 0  | 2  | 6  | 6  | 0   |
| Ecuador   | 4   | 4  | 1  | 1  | 2  | 6  | 7  | -1  |
| Perú      | 0   | 4  | 0  | 0  | 4  | 1  | 8  | -7  |

| 11 de julio | Ecuador                       | 2:2 (0:1) | Uruguay                              | Estadio IDV, Quito    |                       |
| 19:00       | Correa 72' (a.g.) · Arias 78' | Reporte   | Aquino 11' · Pa. González 53' (pen.) | Árbitra: Daiane Muniz | Árbitra: Daiane Muniz |

| 12 de julio | Perú | 0:3 (0:0) | Chile                                    | Estadio IDV, Quito       |                          |
| 16:00       |      | Reporte   | Cabezas 62' · Keefe 82' · Valencia 90+4' | Árbitra: Emikar Calderas | Árbitra: Emikar Calderas |

- Libre:  Argentina

| 15 de julio | Uruguay | 0:1 (0:0) | Argentina      | Estadio IDV, Quito      |                         |
| 16:00       |         | Reporte   | Bonsegundo 76' | Árbitra: Zulma Quiñonez | Árbitra: Zulma Quiñonez |

| 15 de julio | Perú        | 1:3 (0:2) | Ecuador                                        | Estadio IDV, Quito        |                           |
| 19:00       | Bilcape 69' | Reporte   | Arias 16' · Bolaños 42' (pen.) · Moreira 90+7' | Árbitra: Ivana Projkovska | Árbitra: Ivana Projkovska |

- Libre:  Chile

| 18 de julio | Uruguay    | 1:0 (0:0) | Perú | Estadio IDV, Quito      |                         |
| 16:00       | Aquino 64' | Reporte   |      | Árbitra: Adriana Farfán | Árbitra: Adriana Farfán |

| 18 de julio | Argentina                | 2:1 (0:1) | Chile     | Estadio IDV, Quito           |                              |
| 19:00       | Falfán 75' · Cometti 90' | Reporte   | Pardo 11' | Árbitra: María Victoria Daza | Árbitra: María Victoria Daza |

- Libre:  Ecuador

| 21 de julio | Argentina     | 1:0 (0:0) | Perú | Estadio IDV, Quito    |                       |
| 16:00       | Rodríguez 88' | Reporte   |      | Árbitra: Daiane Muniz | Árbitra: Daiane Muniz |

| 21 de julio | Chile                      | 2:1 (2:1) | Ecuador            | Estadio IDV, Quito      |                         |
| 19:00       | Keefe 35' · N. López 45+5' | Reporte   | Bolaños 24' (pen.) | Árbitra: Zulma Quiñonez | Árbitra: Zulma Quiñonez |

- Libre:  Uruguay

| 24 de julio | Ecuador | 0:2 (0:1) | Argentina                  | Estadio IDV, Quito      |                         |
| 19:00       |         | Reporte   | Núñez 19' · Bonsegundo 70' | Árbitra: Adriana Farfán | Árbitra: Adriana Farfán |

| 24 de julio | Chile | 0:3 (0:2) | Uruguay                                     | Estadio Gonzalo Pozo Ripalda, Quito |                           |
| 19:00       |       | Reporte   | Pa. González 40' (pen.) · Carballo 65', 73' | Árbitra: Ivana Projkovska           | Árbitra: Ivana Projkovska |

- Libre:  Perú

### Grupo B
| Equipo    | Pts | PJ | PG | PE | PP | GF | GC | Dif |
| --------- | --- | -- | -- | -- | -- | -- | -- | --- |
| Brasil    | 10  | 4  | 3  | 1  | 0  | 12 | 1  | +11 |
| Colombia  | 8   | 4  | 2  | 2  | 0  | 12 | 1  | +11 |
| Paraguay  | 6   | 4  | 2  | 0  | 2  | 8  | 9  | -1  |
| Venezuela | 4   | 4  | 1  | 1  | 2  | 8  | 5  | +3  |
| Bolivia   | 0   | 4  | 0  | 0  | 4  | 1  | 25 | -24 |

| 13 de julio | Bolivia | 0:4 (0:2) | Paraguay                                   | Estadio Gonzalo Pozo Ripalda, Quito |                            |
| 16:00       |         | Reporte   | C. Martínez 23', 40', 61' · Chamorro 90+3' | Árbitra: Marcelly Zambrano          | Árbitra: Marcelly Zambrano |

| 13 de julio | Brasil                        | 2:0 (1:0) | Venezuela | Estadio Gonzalo Pozo Ripalda, Quito |                           |
| 19:00       | Amanda 32' · Duda Sampaio 88' | Reporte   |           | Árbitra: Milagros Arruela           | Árbitra: Milagros Arruela |

- Libre:  Colombia

| 16 de julio | Bolivia | 0:6 (0:3) | Brasil                                                       | Estadio Gonzalo Pozo Ripalda, Quito |                             |
| 16:00       |         | Reporte   | Luany 13', 32' · Kerolin 37' (pen.), 79', 83' · Amanda 90+3' | Árbitra: Roberta Echeverría         | Árbitra: Roberta Echeverría |

| 16 de julio | Venezuela | 0:0     | Colombia | Estadio Gonzalo Pozo Ripalda, Quito |                        |
| 19:00       |           | Reporte |          | Árbitra: Dione Rissios              | Árbitra: Dione Rissios |

- Libre:  Paraguay

| 19 de julio | Venezuela                                                                       | 7:1 (3:1) | Bolivia      | Estadio Gonzalo Pozo Ripalda, Quito |                           |
| 16:00       | Altuve 13', 58', 61' · García 24' · Guarecuco 29' · Chirinos 48' · Carrasco 69' | Reporte   | Doerksen 18' | Árbitra: Ivana Projkovska           | Árbitra: Ivana Projkovska |

| 19 de julio | Colombia                                      | 4:1 (1:1) | Paraguay        | Estadio Gonzalo Pozo Ripalda, Quito |                          |
| 19:00       | Caicedo 13', 83' · Ramírez 57' · Santos 90+4' | Reporte   | C. Martínez 15' | Árbitra: Anahí Fernández            | Árbitra: Anahí Fernández |

- Libre:  Brasil

| 22 de julio | Colombia | 8:0 (5:0) | Bolivia | Estadio Gonzalo Pozo Ripalda, Quito |                            |
| 16:00       | Montoya 9', 33' · Ramírez 13' · A. Flores 37' (a.g.) · Caicedo 43' · Bonilla 56' · Carabalí 70' · Loboa 90+3' | Reporte   |         | Árbitra: Marcelly Zambrano          | Árbitra: Marcelly Zambrano |

| 22 de julio | Paraguay        | 1:4 (0:2) | Brasil                                          | Estadio Gonzalo Pozo Ripalda, Quito |                        |
| 19:00       | C. Martínez 65' | Reporte   | Yasmim 27', 39' · Amanda 60' · Duda Sampaio 75' | Árbitra: Dione Rissios              | Árbitra: Dione Rissios |

- Libre:  Venezuela

| 25 de julio | Brasil | 0:0     | Colombia | Estadio IDV, Quito        |                           |
| 19:00       |        | Reporte |          | Árbitra: Milagros Arruela | Árbitra: Milagros Arruela |

| 25 de julio | Paraguay                     | 2:1 (0:1) | Venezuela  | Estadio Gonzalo Pozo Ripalda, Quito |                          |
| 19:00       | Acosta 64' · C. Martínez 84' | Reporte   | Altuve 40' | Árbitra: Anahí Fernández            | Árbitra: Anahí Fernández |

- Libre:  Bolivia

## Fase final

### Cuadro de desarrollo
|  | Semifinales   | Semifinales |             |          | Final          | Final         |  |
|  |               |             |             |          |                |               |  |
|  |               |             |             |          |                |               |  |
|  | Argentina     | 0 (4)       |             |          |                |               |  |
|  | Argentina     | 0 (4)       |             |          |                |               |  |
|  | Colombia (p.) | 0 (5)       |             |          |                |               |  |
|  | Colombia (p.) | 0 (5)       |             | Colombia | 4 (4)          |               |  |
|  |               |             |             | Colombia | 4 (4)          |               |  |
|  |               |             | Brasil (p.) | 4 (5)    |                |               |  |
|  | Brasil        | 5           | Brasil (p.) | 4 (5)    |                |               |  |
|  | Brasil        | 5           |             |          |                |               |  |
|  | Uruguay       | 1           |             |          | Tercer puesto  | Tercer puesto |  |
|  | Uruguay       | 1           |             |          | Tercer puesto  | Tercer puesto |  |
|  |               |             |             |          |                |               |  |
|  |               |             |             |          | Argentina (p.) | 2 (5)         |  |
|  |               |             |             |          | Argentina (p.) | 2 (5)         |  |
|  |               |             |             |          | Uruguay        | 2 (4)         |  |
|  |               |             |             |          | Uruguay        | 2 (4)         |  |
|  |               |             |             |          |                |               |  |

|  | Quinto lugar |   |  |
|  |              |   |  |
|  | Chile        | 0 |  |
|  | Chile        | 0 |  |
|  | Paraguay     | 1 |  |
|  | Paraguay     | 1 |  |

### Quinto puesto
| 28 de julio | Chile | 0:1 (0:0) | Paraguay      | Estadio IDV, Quito                             |                                                |
| 16:00       |       | Reporte   | Arrieta 90+2' | Árbitra: Emikar Calderas VAR: Augusto Menéndez | Árbitra: Emikar Calderas VAR: Augusto Menéndez |

### Semifinales
| 28 de julio | Argentina                                                  | 0:0 (4:5 p.)               | Colombia                                             | Estadio Rodrigo Paz Delgado, Quito         |                                            |
| 19:00       |                                                            | Reporte                    |                                                      | Árbitra: Ivana Projkovska VAR: Luis Quiroz | Árbitra: Ivana Projkovska VAR: Luis Quiroz |
|             |                                                            | Tiros desde el punto penal |                                                      |                                            |                                            |
|             | Bonsegundo · Braun · Gramaglia · Cometti · Núñez · Stabile |                            | Usme · Carabalí · Paví · Ramírez · Caicedo · Bonilla |                                            |                                            |

| 29 de julio | Brasil                                                               | 5:1 (3:0) | Uruguay             | Estadio Rodrigo Paz Delgado, Quito           |                                              |
| 19:00       | Amanda 11', 65' · Gio Garbelini 13' · Marta 27' (pen.) · Dudinha 86' | Reporte   | Isa Haas 51' (a.g.) | Árbitra: Zulma Quiñonez VAR: Wilfredo Campos | Árbitra: Zulma Quiñonez VAR: Wilfredo Campos |

### Tercer puesto
| 1 de agosto | Argentina                                        | 2:2 (1:2) (5:4 p.)         | Uruguay                                              | Estadio Rodrigo Paz Delgado, Quito             |                                                |
| 19:00       | Cometti 24' · Bonsegundo 83' (pen.)              | Reporte                    | Pizarro 35' · Viera 45'                              | Árbitra: Emikar Calderas VAR: Milagros Arruela | Árbitra: Emikar Calderas VAR: Milagros Arruela |
|             |                                                  | Tiros desde el punto penal |                                                      |                                                |                                                |
|             | Bonsegundo · Braun · Roggerone · Cometti · Núñez |                            | Pa. González · Lacoste · Ramírez · Olivera · Pizarro |                                                |                                                |

### Final
| 2 de agosto | Colombia                                                       | 4:4 (3:3, 1:1) (t. s.)(4:5 p.) | Brasil                                                          | Estadio Rodrigo Paz Delgado, Quito                                           |                                                                              |
| 16:00       | Caicedo 25' · Tarciane 69' (a.g.) · Ramírez 88' · Santos 115'  | Reporte                        | Angelina 45+9' (pen.) · Amanda 80' · Marta 90+6', 105'          | Asistencia: 23 798 espectadores Árbitra: Dione Rissios VAR: Augusto Menéndez | Asistencia: 23 798 espectadores Árbitra: Dione Rissios VAR: Augusto Menéndez |
|             |                                                                | Tiros desde el punto penal     |                                                                 |                                                                              |                                                                              |
|             | Usme · Restrepo · Paví · Santos · Caicedo · Bonilla · Carabalí |                                | Tarciane · Angelina · Amanda · Mariza · Marta · Jhonson · Luany |                                                                              |                                                                              |

|                           |
| Bandera de Brasil         |
| Campeón Brasil 9.º título |

## Estadísticas

### Tabla general
| Selección | Selección | Pts. | PJ | PG | PE | PP | GF | GC | Dif. | Rend. |
| --------- | --------- | ---- | -- | -- | -- | -- | -- | -- | ---- | ----- |
| 1         | Brasil    | 14   | 6  | 4  | 2  | 0  | 21 | 6  | +15  | 77.8% |
| 2         | Colombia  | 10   | 6  | 2  | 4  | 0  | 16 | 5  | +11  | 55.6% |
| 3         | Argentina | 14   | 6  | 4  | 2  | 0  | 8  | 3  | +5   | 77.8% |
| 4         | Uruguay   | 8    | 6  | 2  | 2  | 2  | 9  | 10 | -1   | 44.4% |
| 5         | Paraguay  | 9    | 5  | 3  | 0  | 2  | 9  | 9  | 0    | 60%   |
| 6         | Chile     | 6    | 5  | 2  | 0  | 3  | 6  | 7  | -1   | 40%   |
| 7         | Venezuela | 4    | 4  | 1  | 1  | 2  | 8  | 5  | +2   | 33.3% |
| 8         | Ecuador   | 4    | 4  | 1  | 1  | 2  | 6  | 7  | -1   | 33.3% |
| 9         | Perú      | 0    | 4  | 0  | 0  | 4  | 1  | 8  | -7   | 0%    |
| 10        | Bolivia   | 0    | 4  | 0  | 0  | 4  | 1  | 25 | -24  | 0%    |

### Goleadoras
| Jugadora             | Selección | Goles |
| -------------------- | --------- | ----- |
| Amanda               | Brasil    | 6     |
| Claudia Martínez     | Paraguay  | 6     |
| Linda Caicedo        | Colombia  | 4     |
| Oriana Altuve        | Venezuela | 4     |
| Florencia Bonsegundo | Argentina | 3     |
| Kerolin              | Brasil    | 3     |
| Marta                | Brasil    | 3     |
| Mayra Ramírez        | Colombia  | 3     |

| Lista completa     | Lista completa | Lista completa |
| Jugadora           | Selección      | Goles          |
| ------------------ | -------------- | -------------- |
| Aldana Cometti     | Argentina      | 2              |
| Duda Sampaio       | Brasil         | 2              |
| Luany              | Brasil         | 2              |
| Yasmim             | Brasil         | 2              |
| Sonya Keefe        | Chile          | 2              |
| Daniela Montoya    | Colombia       | 2              |
| Leicy Santos       | Colombia       | 2              |
| Emily Arias        | Ecuador        | 2              |
| Nayely Bolaños     | Ecuador        | 2              |
| Belén Aquino       | Uruguay        | 2              |
| Wendy Carballo     | Uruguay        | 2              |
| Pamela González    | Uruguay        | 2              |
| Daiana Falfán      | Argentina      | 1              |
| Kishi Núñez        | Argentina      | 1              |
| Yamila Rodríguez   | Argentina      | 1              |
| Emilie Doerksen    | Bolivia        | 1              |
| Angelina           | Brasil         | 1              |
| Dudinha            | Brasil         | 1              |
| Gio Garbelini      | Brasil         | 1              |
| Pamela Cabezas     | Chile          | 1              |
| Nayadet López      | Chile          | 1              |
| Vaitiare Pardo     | Chile          | 1              |
| Mary Valencia      | Chile          | 1              |
| Wendy Bonilla      | Colombia       | 1              |
| Jorelyn Carabalí   | Colombia       | 1              |
| Valerin Loboa      | Colombia       | 1              |
| Ligia Moreira      | Ecuador        | 1              |
| Fátima Acosta      | Paraguay       | 1              |
| Camila Arrieta     | Paraguay       | 1              |
| Lice Chamorro      | Paraguay       | 1              |
| Nora Bilcape       | Perú           | 1              |
| Esperanza Pizarro  | Uruguay        | 1              |
| Juliana Viera      | Uruguay        | 1              |
| Raiderlin Carrasco | Venezuela      | 1              |
| Melanie Chirinos   | Venezuela      | 1              |
| Gabriela García    | Venezuela      | 1              |
| Joemar Guarecuco   | Venezuela      | 1              |

### Autogoles
| Jugadora      | Selección | Rival    | Autogoles |
| ------------- | --------- | -------- | --------- |
| Yannel Correa | Uruguay   | Ecuador  | 1         |
| Anabel Flores | Bolivia   | Colombia | 1         |
| Isa Haas      | Brasil    | Uruguay  | 1         |
| Tarciane      | Brasil    | Colombia | 1         |

### Jugadoras con tres o más goles en un partido
| Pos. | Jugadora         | Goles | Fecha               | Local     | Resultado | Visitante |
| ---- | ---------------- | ----- | ------------------- | --------- | --------- | --------- |
| 1    | Claudia Martínez | 3     | 13 de julio de 2025 | Bolivia   | 0:4       | Paraguay  |
| 2    | Kerolin          | 3     | 16 de julio de 2025 | Bolivia   | 0:6       | Brasil    |
| 3    | Oriana Altuve    | 3     | 19 de julio de 2025 | Venezuela | 7:1       | Bolivia   |

## Premios y reconocimientos

### Jugadora del partido
Este es un premio individual concedido al término de cada uno de los 25 partidos de la competición a la mejor jugadora de cada encuentro. Oficialmente y por motivos de patrocinio es llamado «MVP Betano», la cual se elige por votación a través de la web oficial de la Copa América Femenina.
| Fase de grupos - Fecha 1 y 2 | Fase de grupos - Fecha 1 y 2 | Fase de grupos - Fecha 3 y 4 | Fase de grupos - Fecha 3 y 4 | Fase de grupos - Fecha 5 | Fase de grupos - Fecha 5 | Fases eliminatorias  | Fases eliminatorias |
| Jugadora                     | Partido                      | Jugadora                     | Partido                      | Jugadora                 | Partido                  | Jugadora             | Partido             |
| ---------------------------- | ---------------------------- | ---------------------------- | ---------------------------- | ------------------------ | ------------------------ | -------------------- | ------------------- |
| Emily Arias                  | 2:2                          | Belén Aquino                 | 1:0                          | Kishi Núñez              | 0:2                      | Camila Arrieta       | 0:1                 |
| Pamela Cabezas               | 0:3                          | Vaitiare Pardo               | 2:1                          | Wendy Carballo           | 0:3                      | Katherine Tapia      | 0:0 (4:5)           |
| Claudia Martínez             | 0:4                          | Oriana Altuve                | 7:1                          | Valerin Loboa            | 0:0                      | Marta                | 5:1                 |
| Gio Garbelini                | 2:0                          | Linda Caicedo                | 4:1                          | Claudia Martínez         | 2:1                      | Florencia Bonsegundo | 2:2 (5:4)           |
| Florencia Bonsegundo         | 0:1                          | Maryory Sánchez              | 1:0                          |                          |                          | Marta                | 4:4 (4:5)           |
| Nayely Bolaños               | 1:3                          | Sonya Keefe                  | 2:1                          |                          |                          |                      |                     |
| Luany                        | 0:6                          | Mayra Ramírez                | 8:0                          |                          |                          |                      |                     |
| Daniuska Rodríguez           | 0:0                          | Duda Sampaio                 | 1:4                          |                          |                          |                      |                     |

### Premios generales de la copa
| Premio           |  | Jugadora        | Selección |
| ---------------- |  | --------------- | --------- |
| Mejor jugadora   |  | Marta           | Brasil    |
| Mejor guardameta |  | Katherine Tapia | Colombia  |
| Máxima goleadora |  | Amanda          | Brasil    |

| Premio                 | Selección |
| Premio al juego limpio | Argentina |
| ---------------------- | --------- |

## Clasificados a competencias intercontinentales
| Competencia                             | Clasificados                            | Fecha de clasificación |
| --------------------------------------- | --------------------------------------- | ---------------------- |
| Juegos Olímpicos de Los Ángeles 2028    | - Colombia - Brasil                     | 28/7/2025 29/7/2025    |
| Juegos Panamericanos 2027               | - Perú - Paraguay - Argentina - Uruguay | 28/7/2025 29/7/2025    |
| Finalissima Femenina CONMEBOL-UEFA 2026 | - Brasil                                | 2/8/2025               |

## Derechos de transmisión
- Argentina: DSports
- Bolivia: Tigo Sports
- Brasil: SporTV
- Chile: DSports, TVN [14]
- Colombia: DSports, Caracol Televisión, Canal RCN
- Ecuador: DSports, Teleamazonas
- Paraguay: Tigo Sports
- Perú: DSports, América Televisión
- Uruguay: DSports, TV Ciudad
- Venezuela: DSports, Televen